# 砂漠のライオン (映画)
『砂漠のライオン』（さばくのライオン、Lion of the Desert）は、1980年のリビア・アメリカ合衆国の伝記映画。監督はムスタファ・アッカド、出演はアンソニー・クイン、オリヴァー・リード、ロッド・スタイガーなど。20世紀初頭、イタリア・ムッソリーニ政権のリビア占領政策に立ち向かったサヌーシー教団のイマーム（指導者）で、リビアの国民的英雄・オマー・ムクターの生涯を描いた作品である。
1980年12月19日にスペインのマドリードで初上映された。

## キャスト
| 役名                       | 俳優                 | 日本語吹替                                                   |
| 役名                       | 俳優                 | TBS版                                                        |
| -------------------------- | -------------------- | ------------------------------------------------------------ |
| オマー・ムクター           | アンソニー・クイン   | 小松方正                                                     |
| ロドルフォ・グラツィアーニ | オリヴァー・リード   | 石田太郎                                                     |
| ベニート・ムッソリーニ     | ロッド・スタイガー   | 富田耕生                                                     |
| マブルーカ                 | イレーネ・パパス     | 此島愛子                                                     |
| ディオデーチェ大佐         | ラフ・ヴァローネ     | 塩見竜介                                                     |
| シャリフ・エル・ガリアーニ | ジョン・ギールグッド | 大久保正信                                                   |
| アメデーオ・アオスタ公     | スキー・デュ・モン   | 幹本雄之                                                     |
| トメーリ少佐               | ガストーネ・モスキン |                                                              |
| ブ・マタリ                 | タキス・エマニュエル |                                                              |
| 不明 その他                |                      | 榊原良子 伊井篤史 小関一 屋良有作 加藤正之 郷里大輔 龍田直樹 |
|                            |                      |                                                              |
| 演出                       | 演出                 | 山田悦司                                                     |
| 翻訳                       | 翻訳                 | 進藤光太                                                     |
| 効果                       |                      |                                                              |
| 調整                       |                      |                                                              |
| 制作                       | 制作                 | テレキャスジャパン                                           |
| 解説                       | 解説                 | 荻昌弘                                                       |
| 初回放送                   | 初回放送             | 1982年8月30日 『月曜ロードショー』 21:00-23:25 ※正味126分    |

## 製作
撮影はフェザーン、ローマ、ラティーナ、ハリウッドで行われた。リビアの指導者ムアンマル・アル＝カダフィが製作費として3,500万ドルを提供しており、ムクターが所属していたサヌーシー教団（カダフィが廃位したイドリース1世が率いた教団）を否定的に描くなどカダフィが製作に深く関与しており、カダフィ時代のリビアでは頻繁にテレビ放送されていた。

## イタリアでの上映禁止処置
1982年、イタリア首相ジュリオ・アンドレオッティは「イタリア軍の名誉を傷付けている」として、イタリア国内での上映を禁止した。その後、上映を許可するよう代議院で議論が行われ、1987年4月7日にトレントで上映が行われ、1988年にはリミニで開催された映画祭で準公式作品として上映された。これ以降、本作は非公式という形ながら、イタリア政府からの干渉を受けることなく上映されるようになったが、依然としてイタリア政府は上映に難色を示し、首相のベッティーノ・クラクシはテレビ放送を約束するが履行しようとはしなかった。
2009年6月10日、カダフィはイタリアを訪問した際に、軍服にムクターが捕縛された写真を付け、さらにムクターの息子を同行させ物議を醸した。翌11日に本作が初めてテレビ放送され、イタリア政府による干渉が終わった。

## 評価
映画史家スチュアート・ガルブレイス4世は本作について、「アラブ文化の中には北アフリカとアラブ世界の外では、未だ知られていない魅惑的な一面がある。『砂漠のライオン』は『スパルタカス』の様式であり、ダビデとゴリアテの戦いよりもリスペクトされるべき作品。素晴らしいとは言えないが、最終的には魅力的な作品となっている」と評価している。
イギリスの歴史家アレックス・フォン・チュンゼルマンは「ムクターはリビア内戦において、カダフィ政権と反カダフィ勢力の双方から象徴として用いられている。『砂漠のライオン』は上映時間が長くて登場場所もわざとらしいが、イタリアの植民地支配とリビアの抵抗運動の描写は概ね史実通りである」と述べている。
映画評論家ヴィンセント・キャンビーは「絶え間ない大規模な戦闘シーンの連続が素晴らしい作品」、プロデューサー・脚本家のクリント・モリスは「壮大な叙事詩の冒険であり、ムスタファ・アッカドのキャリアの中で最高の作品」とそれぞれ評価している。
Rotten Tomatoesによれば、8件の評論のうち高評価は75%にあたる6件で、平均点は10点満点中7.3点となっている。